# КК Керавнос
КК Керавнос (грч. Κεραυνός) је кипарски кошаркашки клуб из Строволоса, предграђа Никозије. У сезони 2016/17. такмичи се у Првој дивизији Кипра.

## Историја
Клуб је основан 1926. године, али је тек 1964. формирана мушка кошаркашка секција. Спада у сам врх кипарске кошарке са освојених 7 националних првенстава и 10 купова.
У европским такмичењима дебитовао је 1982. године, а у ред значајних успеха убраја се четвртфинале Купа Рајмунда Сапорте изборено 2001. године, што је био највећи међународни успех неког кипарског тима до тада. У сезони 2006/07. стигао је до финала ФИБА Еврокуп челенџа (некадашњег европског такмичења четвртог степена) у коме је поражен од руског клуба ЦСК ВВС Самара. Неколико сезона играо је и у ФИБА Еврочеленџу, али ниједном није прошао прву групну фазу.

## Успеси

### Национални
- Првенство Кипра:
  - Првак (7): 1989, 1997, 2000, 2001, 2008, 2017, 2019.

- Куп Кипра:
  - Победник (10): 1989, 1997, 1998, 1999, 2005, 2006, 2007, 2010, 2012, 2019.

### Међународни
- ФИБА Еврокуп челенџ:
  - Финалиста (1): 2007.

## Познатији играчи
- Вонтиго Камингс
- Феликс Којадиновић
- Нинослав Марјановић
- Милан Милошевић
- Ђорђе Мићић
- Андре Овенс
- Младен Пантић
- Гај Пнини
- Велибор Радовић
- Драган Раца
- Славко Стефановић
- Вујадин Суботић
- Вил Хачер
- Млађен Шљиванчанин